# KAtomic
KAtomic es un juego sencillo de puzle educativo que forma parte del paquete de juegos que se incluye en el entorno de escritorio KDE. Este es un clon de la década de 1990 de los juegos comerciales de Atomix. Emplea una visión simplista de dos dimensiones de una molécula. Los elementos que componen la molécula se desmontan en átomos separados y dispersos en todo el campo del juego. Se espera que el jugador pueda volver a ensamblar la molécula, completando así el nivel actual y así pasar al siguiente.

## Reglas del Juego
- Las piezas del juego pueden moverse en una dirección a la vez.
- Una vez que el átomo empieza a moverse no se puede parar hasta que encuentra una pared u otro átomo.